# Ischnognatha leucapera
Ischnognatha leucapera är en fjärilsart som beskrevs av Paul Dognin 1914. Ischnognatha leucapera ingår i släktet Ischnognatha och familjen björnspinnare. Inga underarter finns listade i Catalogue of Life.